# اونیموشا ۳: محاصره اهریمن
اونیموشا ۳: محاصرهٔ اهریمن که در ژاپن و اروپا تحت نام اونیموشا ۳ (鬼武者3 Onimusha Surī) منتشر شد، یک بازی ویدئویی اکشن ماجراجویی و هک اند اسلش است که توسط کپ‌کام توسعه و منتشر شده است. این سومین بازی از سری اونیموشا محسوب می‌شود که در ۲۷ آوریل ۲۰۰۴ در آمریکا شمالی برای پلی‌استیشن ۲ منتشر شد و بعداً در دسامبر ۲۰۰۵ به مایکروسافت ویندوز منتقل شد. داستان بر روی سامانوسکه آکچی تمرکز دارد، قهرمانی که برگشته نوبوناگا را به همراه ارتش شیطانی‌اش شکست دهد؛ سامانوسکه جایش با یک افسر فرانسوی از آینده به نام ژاک بلان عوض می‌شود و هر دو باید با دنیای جدید خود سازگار شوند تا جاه طلبی‌های اودا نوبوناگا برای تسخیر جهان را متوقف کنند.
این بازی ویژگی‌هایی از بازی‌های قبلی این فرنچایز را حفظ کرده است، از جمله استفاده از چندین سلاح ویژه برای مبارزه با دشمنان و جذب انرژی آنها برای تقویت سلاح. این بار بازیکن در درجه اول سامانوسکه و ژاک را در سناریوهای جداگانه کنترل می‌کند. این دو قادر به تبادل اقلام به منظور حل معماها هستند. توسعه این بازی پس از انتشار پلی‌استیشن ۲ آغاز شد که به تیم اجازه داد تا بر روی یک موتور سه بعدی برای طراحی پس‌زمینه سه بعدی کار کند. به منظور جلب توجه بازار غرب، تیم این بازی را در پاریس تنظیم کرد و بازیگر فرانسوی ژان رنو را برای به تصویر کشیدن ژاک انتخاب کرد.
اونیموشا ۳ عموماً توسط انتشارات بازی‌های ویدیویی با استقبال خوبی روبرو شده است. اکثر ستایش‌های نویسندگان بر روی کنترل‌های بهبود یافته و استفاده از موتور سه بعدی متمرکز بود که به ترتیب امکان مبارزه و تصاویر بصری بهتری را فراهم می‌کرد. این بازی همچنین با فروش بیش از ۱٫۵ میلیون نسخه تا می ۲۰۰۸ فروش خوبی داشت.

## گیم پلی
اونیموشا ۳ در یک محیط رئال تایم به جای محیط از پیش رندر شده بازی می‌شود اگرچه دوربین کماکان با کامپیوتر کنترل می‌شود. بازی بین مبارزه سامانوسکه در پاریس امروزی و مبارزه ژاک در ژاپن فئودالی تقسیم می‌شود. سامانوسکه با استفاده از سلاح‌های نزدیک می‌جنگد، در حالی که ژاک از سلاح‌های شلاقی استفاده می‌کند که می‌تواند در نقاط خاصی بپرد یا تاب بخورد. هر چند سامانوسکه نمی‌تواند مانند ژاک تاب بخورد و از فاصله دورتر به دشمن ضربه بزند اما هنوز می‌تواند از سلاح‌های دوربرد نظیر کمان استفاده کند.
در طول بخش‌های خاصی از داستان، بازیکن می‌تواند میشِل را که به سلاح گرم متکی است، کنترل کند. در یک مینی بازی دیگر که بعد از اتمام بازی اصلی باز می‌شود، به بازیکن کنترل هی‌هاچیرو را می‌دهد. بر خلاف سامانوسکه و ژاک، هی‌هاچیرو و میشل دارای سلاح‌های قابل ارتقا نیستند و نمی‌توانند وارد حالت اونی شوند.
نکته جدید در این بازی تمرکز بر سفر در زمان هنگام حل معماها است. به عنوان مثال، اگر سامانوسکه در زمان حال به دری برخورد کند که نمی‌تواند باز شود، ژاک باید در را در گذشته باز کند تا برای پیشرفت سامانوسکه باز بماند. کارهایی که سامانوسکه در زمان حال انجام می‌دهد، روی چیزهای گذشته تأثیر نمی‌گذارد. «آکو» کاراکتری که هم ژاک و هم سامانوسکه را در طول داستان همراهی می‌کند، قادر است برخی از موارد را بین هر دو خط زمانی انتقال دهد و در زمان سفر کند.

## تولید
اونیموشا ۳ در مه ۲۰۰۳ به عنوان آخرین بازی در این فرنچایز اعلام شد. سری اونیموشا در اصل به عنوان یک سه‌گانه با بسته شدن خط داستانی در نظر گرفته شده بود. تیم پشتیبان اونیموشا۳ قبلاً اولین بازی، اونیموشا: اربابان جنگ را توسعه داده بود در حالی که عنوان اونیموشا ۲: سرنوشت یک سامورایی توسط تیم دیگری ساخته شد که تمرکز بیشتری را در ماجراجویی و داستان به کار برد.
از آنجایی که اونیموشا ۲: سرنوشت یک سامورایی در بازار غرب فروش خوبی نداشت، کپ‌کام تصمیم گرفت دنباله بعدی را با جذب کردن گیمرهای غربی بسازد. بن جاد، کارمند کپ‌کام، تردید داشت که آیا این رویکرد کارساز خواهد بود یا خیر در نتیجه، آنها پاریس را انتخاب کردند تا تضاد بزرگی با ژاپن باستان ایجاد کند. نیویورک نیز توسط اعضای کارکنان پیشنهاد شد، اما چون در بسیاری از بازی‌ها استفاده شده بود، انتخاب نشد. همچنین به دلیل اینکه اونیموشا ۲ بدترین فروش را در اروپا داشت آن‌ها بر جایی متمرکز شدند که «جنگ را باختند» بنابراین محیط پاریس را برای بازی انتخاب کردند. کپ‌کام پیش‌بینی کرد که این بازی تا پایان سال مالی پس از انتشار، ۷۰۰۰۰۰ نسخه در سراسر جهان بفروشد. با استفاده از محیط مدرن فرانسوی، داستان شامل سفر در زمان بود که تهیه‌کننده کیجی اینفونه را نگران کرد زیرا اگر به خوبی اجرا نمی‌شد می‌توانست بر بازی تأثیر منفی بگذارد، اما اینفونه از محصول نهایی راضی بود. مفهوم بازی این بود که «یک سامورایی در دنیای مدرن چه می‌کند و یک پلیس مدرن در دنیای باستان چه می‌کند».
کارکنان به منظور تناسب با فضای بازی، بازیگر فرانسوی ژان رنو را به عنوان الگوی شخصیت جدید ژاک انتخاب کردند. علاوه بر این، برای اطمینان از واقعی بودن بازی، رنو با کارکنان کپ‌کام برای ساخت موشن کپچر و صداپیشگی فرانسوی ژاک همکاری کرد. اینفونه نقش رنو را با کار تاکشی کانشیرو در اولین بازی اونیموشا مقایسه کرد زیرا هر دو بازیگر مشهور هستند. با اضافه کردن رنو، تیم برای جذب گیمرهای شرقی و هم غربی موفق شد. کانشیرو همچنین برای ضبط حرکت و صدا سامانوسکه بازگشت. کارگردان تاکاشی یاماساکی و کارگردان اکشن فیلم‌های اکشن و گرافیکی دانی ین دعوت شدند تا در ساخت صحنه‌های فیلم بازی کمک کنند که به لطف تجربه آنها «بسیار کمک کرد». بیش از صد نفر در صحنه ابتدایی بازی با هم کار کردند که تکمیل آن دو سال طول کشید.

## بازخورد
| گردآورنده  | امتیاز                 |
| ---------- | ---------------------- |
| گیم‌رنکینگز | PS2: ۸۶٪ PC: ۶۴٪       |
| متاکریتیک  | PS2: ۸۵/۱۰۰ PC: ۶۹/۱۰۰ |

| ناشر     | امتیاز                 |
| -------- | ---------------------- |
| سی‌وی‌جی   | PC: 6.6/10             |
| یوروگیمر | PS2: 8/10              |
| گیم‌اسپات | PS2: 8.3/10 PC: 7.4/10 |
| آی‌جی‌ان   | PS2: 9.0/10            |
| پال‌جی‌ان  | PS2: 8/10              |

اونیموشا ۳: محاصره اهریمن با قرار گرفتن در شماره اول نمودار مجلهٔ فامیتسو آغاز به کار کرد. این بازی موفق به فروش ۴۳۱٬۰۰۰ واحد در هفته اول خود شد. این بازی تا پایان سال ۲۰۰۴ به ۵۶۹٬۲۷۵ نسخه فروش در ژاپن رسید. اطلاعات فروش از گروه ان‌پی‌دی و نمودار نشان می‌دهد که دهمین بازی پرفروش در ایالات متحده و بریتانیا در هفته اول انتشار بود. فروش در مناطق آمریکای شمالی «تا حدودی ناامید کننده» بود و جون تاکه‌ئوچی از کارکنان دلیلش را جذاب نبودن بازی برای گیمرهای غربی دانست. کریستین سونسون، معاون برنامه‌ریزی استراتژیک و توسعه کسب‌وکار کپ‌کام، از اونیموشا ۳ و اونیموشا: طلوع رؤیاها به عنوان بازی‌های کمتر موفق‌تر نسبت به دو بازی اول اونیموشا یاد کرد. تا ماه مه سال ۲۰۰۸، اونیموشا ۳، ۱٫۵ میلیون نسخه در سراسر جهان فروخت.
پورت نسخهٔ مایکروسافت ویندوز به میزان قابل توجهی از پلی‌استیشن ۲ اصلی میانگین امتیاز پایین‌تری دریافت کرد. اگرچه کاساوین انتقال را برای حفظ تمام عناصر بازی پی‌اس۲ پیدا کرده بود اما یادآور شد که این بازی قدیمی پلی‌استیشن ۲ خیلی سریع به رایانه شخصی انتقال پیدا کرده است. کارکنان رایانه و بازی‌های ویدیویی مشکلات متعددی مانند نرخ فریم پایین و فقدان جلوه‌های صوتی را تأیید کردند که در نتیجه بازی ناقص به پی‌سی پورت شده بود.